# Jessica Stockmann
Jessica Stockmann (n. 1 februarie 1967, Hamburg) este o actriță germană.

## Date biografice
Jessica a copilărit în Norderstedt lângă Hamburg. După bacalaureat a terminat în 1990, Școala superioară de muzică și dramaturgie din Hamburg. Printre altele ea putea fi văzută la emisiunea postului RTL "Und tschüss" sau în filmele TV "„Die Männer vom K3", sau "Insel der Träume". Între anii 1999 - 2006 poza ei apare într-o revistă playboy, iar între anii 1999 - 2000 a moderat emisiunea "talk talk talk". Ea a avut o legătură cu  Michael Westphal ca și cu Karim Maataoui.  Între anii 1992 - 2003, Jessica a fost căsătorită cu jucătorul de tenis Michael Stich. Cei doi au adoptat în 2000 o fetiță de un an din India.